# 科学路街道
科学路街道，是中华人民共和国内蒙古自治区包头市青山区下辖的一个乡镇级行政单位。

## 行政区划
科学路街道下辖以下地区：
民富新苑社区、富强路十三号街坊社区、纺织社区、迎宾一社区、迎宾二社区、富强路七号街坊社区、鹿景苑社区、电力社区、望园社区、雅园社区和康乐社区。